# Osaka Expo '70 Stadium
L'Osaka Expo '70 Stadium (万博記念競技場?, Banpaku Kinen Kyōgi-jō) è uno stadio ad uso polivalente situato a Suita, una città della prefettura di Osaka, da cui dista 15 km, in Giappone. Sorge all'interno del parco che ospitò l'Expo 1970, è stato inaugurato nel 1972 ed è stato rinnovato nel 1993, 1996 e 2006.
Ospitava le partite casalinghe della squadra di calcio del Gamba Osaka, militante nella J1 League giapponese, dal 1980 fino al 2015. La pista di atletica ha 8 corsie, mentre il terreno di gioco è riscaldato. Gli spalti hanno una capienza di 21.000 spettatori, di cui 17.000 seduti e 4.000 in piedi. Attualmente questo stadio viene usato per le partite del Gamba Osaka U-23, militante nella J3 League.
Si trova a tre minuti di cammino dalla stazione Koen-higashiguchi della Saito Line dell'Osaka Monorail.

## Fonti
- (IT, DE)  Scheda dello stadio www.transfermarkt.it